# Hipobiosis
La hipobiosis o desarrollo inhibido es un fenómeno que se define como la inhibición temporal y prolongada, o la interrupción del desarrollo larvario del nemátodo en el hospedador. Las larvas inhibidas no se desplazan ni se alimentan; su metabolismo celular está reducido, pero no se detiene por completo.

## El mecanismo regulador
El mecanismo regulador de la hipobiosis sólo se conoce de forma incompleta; los factores que influyen en su desencadenamiento son:
- Factores ecológicos que afectan a las larvas de vida libre: condiciones ambientales adversas, por ejemplo el tiempo frío (otoño en regiones templadas), ausencia de humedad (en zonas cálidas y secas), carencia de oxígeno, etc.

- Factores endógenos del hospedador, tales como la inmunidad, edad, ingestión de gran número de larvas infectantes, o una población considerable de vermes adultos preexistente.

## Reanudación
La reanudación se produce espontáneamente y de manera sincronizada; también puede ser desencadenada por factores propios del hospedador, como la relajación del mecanismo supresor (depresión de la inmunidad del hospedador, cambios en los niveles hormonales en torno al momento del parto, incremento de los niveles de prolactina relacionados con la lactancia), la eliminación de la población de parásitos adultos por el uso de fármacos, etc.

## Implicaciones epidemiológicas
- Asegura la supervivencia de las especies de vermes durante periodos adversos.
- Incrementa la fecundidad de los vermes y la contaminación del medio cuando las condiciones de supervivencia de las larvas son más favorables.
- Puede originar brotes clínicos de la enfermedad.